# 찰리 뱁콕
찰리 뱁콕(Charlie Babcock, 1979년 ~ )은 미국의 배우, 텔레비전 배우이다.

## 영화
- 밥스 뉴 슈트 (2011년) - 조지 역
- 스푸노이어 (2004년)
- 위기의 주부들 (2004년)
- 뒤로 가는 연인들 (2002년)